# Henryk Siciński
Henryk Marian Siciński (ur. 1950 w Jeleniej Górze) – polski pediatra i działacz  opozycji w PRL. Pomysłodawca tzw. posłania do ludzi pracy Europy Wschodniej.

## Życiorys
Z wykształcenia jest pediatrą. Pracował w Zespole Zakładów Opieki Zdrowotnej w Ostrowie Wielkopolskim. W marcu 1968 uczestniczył w demonstracji studenckiej w Poznaniu. W 1980 współorganizował protest w ZZOZ, potem wstąpił do NSZZ „Solidarność” i objął funkcję wiceprzewodniczącego Międzyzakładowego Komitetu Porozumiewawczego (od 1981 Międzyzakładowej Komisji Porozumiewawczej). W 1981 był delegatem na I Walne Zebranie Delegatów Województwa Kaliskiego, wszedł w skład Zarządu Regionu Wielkopolska Południowa i został delegatem na I Krajowy Zjazd Delegatów w Gdańsku, podczas którego wystąpił z inicjatywą zredagowania posłania I KZD NSZZ „Solidarność” do ludzi Europy Wschodniej. Po wprowadzeniu stanu wojennego zaangażował się w pomoc dla represjonowanych i ich rodzin, w jego mieszkaniu odbywały się zebrania konspiracyjne działaczy zawieszonego związku. Od 3 do 26 maja 1982 został internowany pod zarzutem gromadzenia i przechowywania materiałów o treściach antykomunistycznych, przebywał w ośrodkach odosobnienia w Ostrowie Wielkopolskim i  Gębarzewie.
W wyborach samorządowych w 1990 uzyskał mandat radnego Ostrowa Wielkopolskiego. Później został dyrektorem Zespołu Zakładów Opieki Zdrowotnej w Ostrzeszowie.

## Ordery i odznaczenia
- Krzyż Kawalerski Orderu Odrodzenia Polski (2009)[5]
- Krzyż Wolności i Solidarności (2016)[6]